# Saint-Nicolas-du-Pélem
Saint-Nicolas-du-Pélem település Franciaországban, Côtes-d’Armor megyében. Lakosainak száma 1536 fő (2022. január 1.). Saint-Nicolas-du-Pélem Kerpert, Canihuel, Lanrivain, Plounévez-Quintin, Sainte-Tréphine és Saint-Igeaux községekkel határos.

## Népesség
A település népessége az elmúlt években az alábbi módon változott:
| Lakosok száma | 2102 | 2023 | 1922 | 1821 | 1706 | 1669 | 1666 | 1594 | 1555 | 1536 |
|               | 1968 | 1982 | 1990 | 2006 | 2013 | 2015 | 2017 | 2019 | 2020 | 2022 |